# Steven Fogarty
Steven Fogarty, född 19 april 1993, är en amerikansk professionell ishockeyforward som är kontrakterad till New York Rangers i National Hockey League (NHL) och spelar för deras primära samarbetspartner Hartford Wolf Pack i American Hockey League (AHL). Han har tidigare spelat på lägre nivåer för Notre Dame Fighting Irish (University of Notre Dame) i National Collegiate Athletic Association (NCAA) och Chicago Steel i United States Hockey League (USHL).
Fogarty draftades i tredje rundan i 2011 års draft av New York Rangers som 72:a spelare totalt.

## Statistik
| 2009–2010   | Edina High School         |             | 25  | 18 | 12 | 30 | 4  | 6  | 3 | 7 | 10 | 2  |
| 2010–2011   | Edina High School         |             | 24  | 23 | 17 | 40 | 12 | 6  | 2 | 7 | 9  | 10 |
|             | Team Southwest            |             | 19  | 10 | 4  | 14 | 10 | 3  | 2 | 5 | 7  | 4  |
|             | Chicago Steel             | USHL        | 6   | 2  | 0  | 2  | 2  | —  | — | — | —  | —  |
| 2011–2012   | Penticton Vees            | BCHL        | 60  | 33 | 48 | 81 | 32 | 15 | 4 | 4 | 8  | 12 |
| 2012–2013   | Notre Dame Fighting Irish | NCAA        | 41  | 5  | 5  | 10 | 4  | —  | — | — | —  | —  |
| 2013–2014   | Notre Dame Fighting Irish | NCAA        | 33  | 3  | 8  | 11 | 10 | —  | — | — | —  | —  |
| 2014–2015   | Notre Dame Fighting Irish | NCAA        | 39  | 9  | 12 | 21 | 6  | —  | — | — | —  | —  |
| 2015–2016   | Notre Dame Fighting Irish | NCAA        | 37  | 10 | 13 | 23 | 26 | —  | — | — | —  | —  |
|             | Hartford Wolf Pack        | AHL         | 3   | 0  | 1  | 1  | 0  | —  | — | — | —  | —  |
| 2016–2017   | Hartford Wolf Pack        | AHL         | 66  | 7  | 13 | 20 | 21 | —  | — | — | —  | —  |
| 2017–2018   | New York Rangers          | NHL         | 1   | 0  | 0  | 0  | 2  | —  | — | — | —  | —  |
|             | Hartford Wolf Pack        | AHL         | 60  | 9  | 10 | 19 | 20 | —  | — | — | —  | —  |
| NHL totalt  | NHL totalt                | NHL totalt  | 1   | 0  | 0  | 0  | 2  | —  | — | — | —  | —  |
| AHL totalt  | AHL totalt                | AHL totalt  | 48  | 1  | 16 | 17 | 20 | —  | — | — | —  | —  |
| NCAA totalt | NCAA totalt               | NCAA totalt | 129 | 16 | 24 | 40 | 41 | —  | — | — | —  | —  |
| USHL totalt | USHL totalt               | USHL totalt | 150 | 27 | 38 | 65 | 46 | —  | — | — | —  | —  |